# Яндекс.Стрічка
Яндекс.Лента  — заборонений в Україні RSS-агрегатор. Один із сервісів компанії Яндекс. Перший реліз відбувся 21 липня 2005 року в рамках проекту Яндекс.Нано. Надалі сервіс об'єднаний з сервісом Яндекс.Пошта під назвою «Підписка». 
2 липня 2013 року сайт lenta.yandex.ru був закритий (встановлено перенаправлення на «Підписка»), замість нього запущений «легкий» інтерфейс «Підписок» за адресою ll.yandex.ru. Новий сервіс зовні схожий на «Яндекс.Стрічку», але відрізняється урізаним функціоналом, зокрема, повністю відсутні налаштування. 

## Функціональність

### Принцип роботи
Користувач може підписуватися на розсилки кількома способами: використовуючи механізм пошуку, вибираючи з каталогу розсилок, або безпосередньо вказуючи URL RSS-потоку, або просто адресу сайту, що містить RSS-стрічку. Нові повідомлення будуть з'являтися на лівій стороні екрану у вигляді списку, який потім можна відсортувати за датою або релевантністю. 
Чим більше користувачів підписано на цю  RSS-стрічку, тим частіше вона оновлюється. 

### Мобільний доступ
Для використання мобільного інтерфейсу потрібний Мобільний телефон з підтримкою технологій XHTML та WAP 2.0. 